# グレッグ・ティアナン
グレッグ・ティアナン（Greg Tiernan, 1965年6月19日 - ）は、アイルランド出身の映画監督、アニメーター。

## 経歴
母国アイルランドのアニメーション会社「サリヴァン・ブルース・スタジオ」にてセルアニメーターとして、「アメリカ物語」、「リトルフット」、「天国から来たわんちゃん」等の製作に携わる。その後、ロサンゼルスのアニメーション会社「Klasky Csupo」に拠点を移し「ワイルド・ソーンベリーズ」、「ラグラッツ」のシーケンスディレクターを務める。
90年代はディズニー作品のPCゲーム等に携わり、「ティガー・ムービー プーさんの贈りもの」に参加した後、2003年に3DCG制作会社「ナイトロジェン・スタジオ」をカナダのバンクーバーに設立。TVゲーム「ゴッド・オブ・ウォー」やアニメーション長編などを制作した後、2008年から製作を模型製作から3DCGに移行したTVシリーズ「きかんしゃトーマス」の監督を2012年まで務める。
2016年には、R指定長編アニメーション映画「ソーセージ・パーティー」の監督をコンラッド・ヴァーノンと共に務める。

## 作品

### アニメーター
- アメリカ物語 (1986)
- リトルフット (1988)
- 天国から来たわんちゃん (1989)
- ティガー・ムービー プーさんの贈りもの (2000)

### シーケンスディレクター
- ワイルド・ソーンベリーズ
- ラグラッツ

### 監督
※「きかんしゃトーマス」以外はコンラッド・ヴァーノンとの共同作品
- きかんしゃトーマス 第12シリーズ（※ユニット・ディレクター）、第13シリーズ～第16シリーズ
  - 映画 きかんしゃトーマス　伝説の英雄(2009)
  - 映画 きかんしゃトーマス ミスティアイランド レスキュー大作戦!!(2010)
  - 映画 きかんしゃトーマス ディーゼル10の逆襲(2011)
  - 映画 きかんしゃトーマス ブルーマウンテンの謎(2012)
- ソーセージ・パーティー (2016)
- アダムス・ファミリー (2019)
- アダムス・ファミリー2 アメリカ横断旅行! (2021)